# L'Hocaille

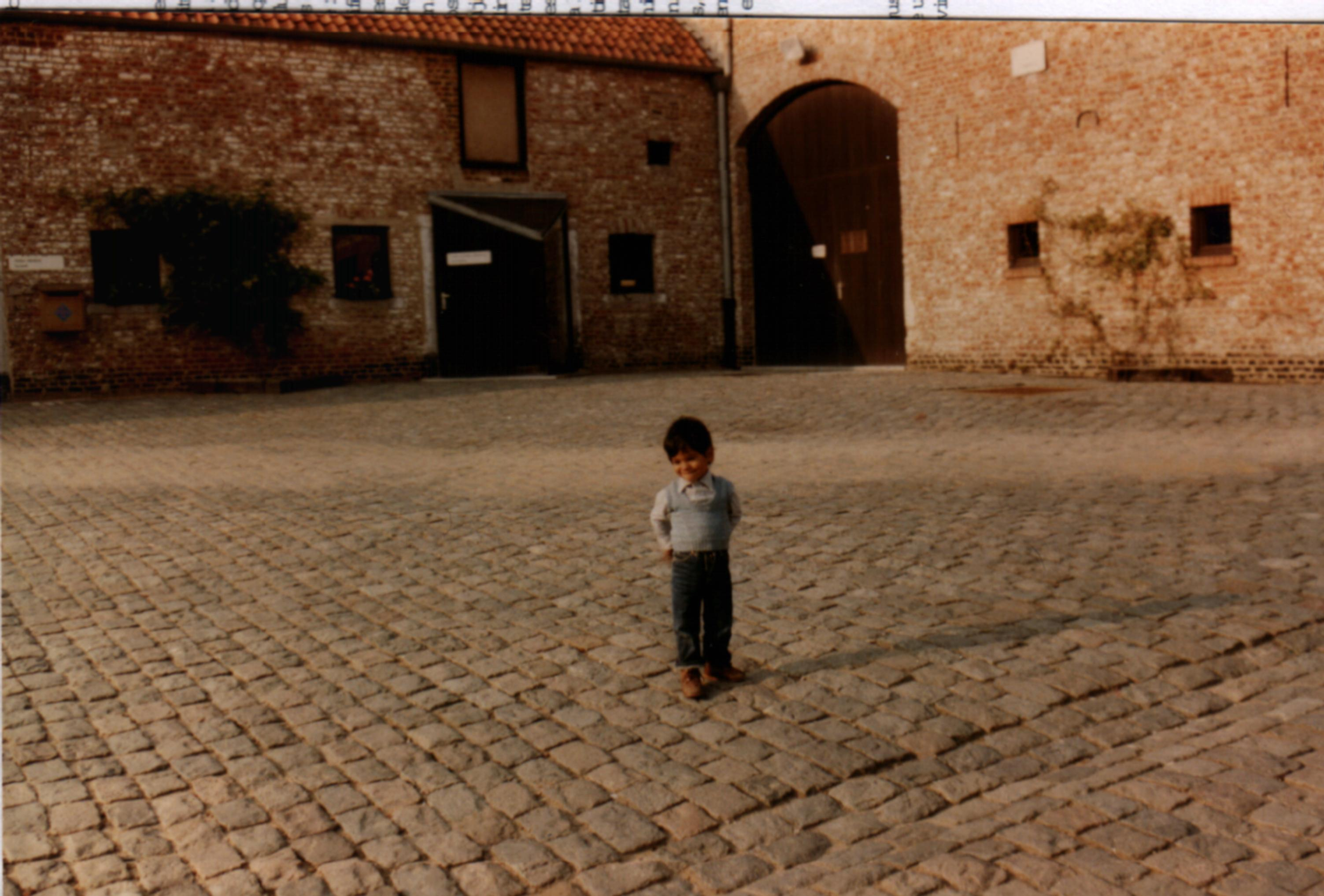
Ferme de Blocry,1986.

L'Hocaille es un barrio situado al oeste de la ciudad universitaria Louvain-la-Neuve. 
Se origina alrededor de la Plaza de L'Hocaille, que básicamente está constituida por el patio de la Granja de Blocry (Ferme de Blocry). En la antigua granja - dedicada al teatro- funciona una pequeña sala de espectáculos del Atelier Théâtre Jean Vilar así como el Centro de estudios teatrales (CET), la biblioteca del CET especializada en espectáculos y animación cultural, y la sección "teatro" del Instituto de las Artes de Difusión (IAD).
Este barrio es, además, el centro de toda la actividad deportiva de la ciudad universitaria.
Las casas que existían antes de la llegada de la Universidad de Lovaina han sido conservadas. En 1978 se instaló el Monasterio de Santa Gertrudis , una larga construcción blanca que contrasta con el color ladrillo de la ciudad.

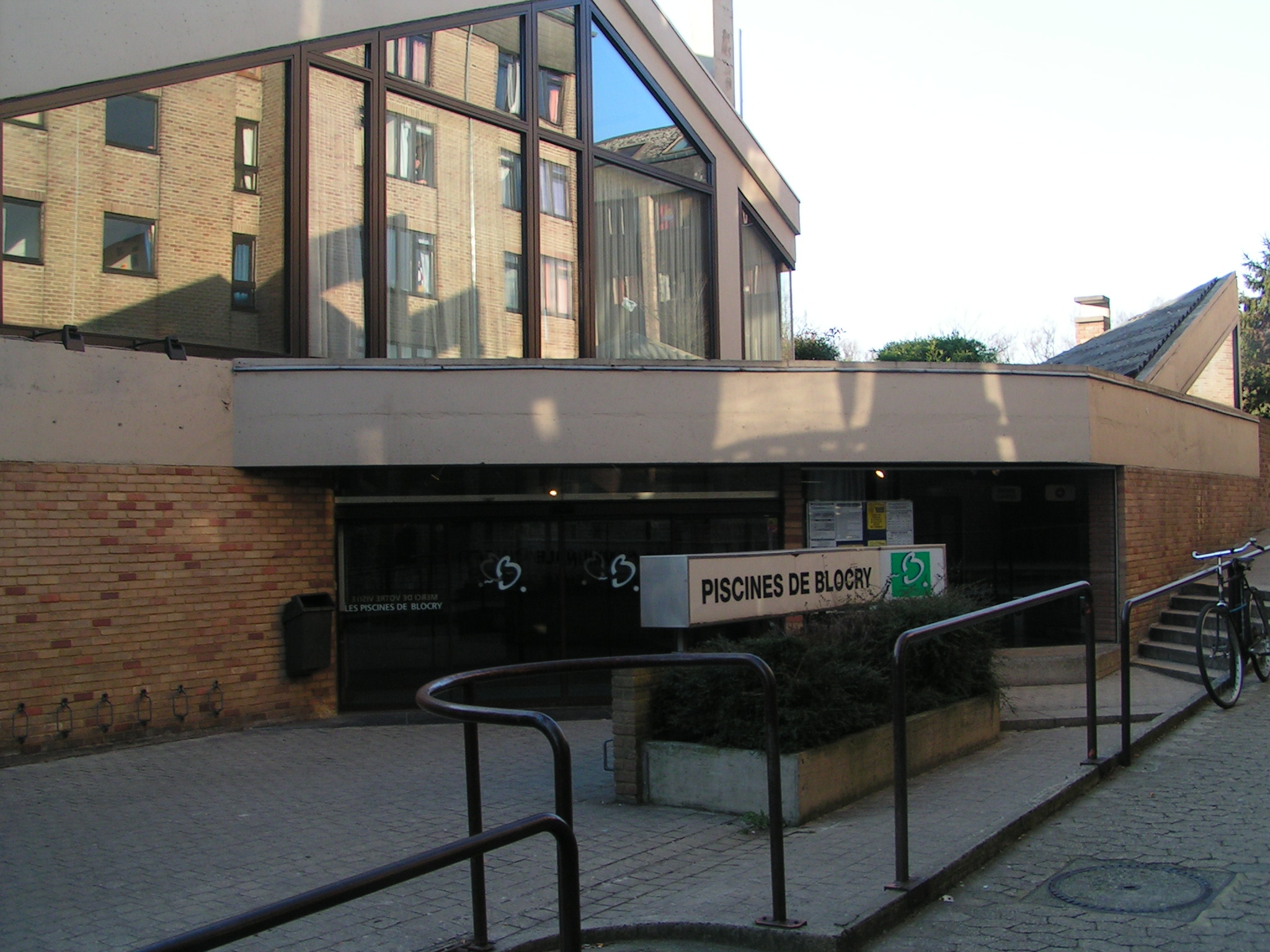
Entrada a las piscinas de Blocry.